# Grand Prix Formule 1 van Hongarije 2001
De Grand Prix Formule 1 van Hongarije 2001 werd verreden op 19 augustus op de Hungaroring in Mogyoród nabij Boedapest.

## Uitslag
| Pos. | Nr. | Coureur               | Constructeur       | Rondes | Tijd / Oorzaak uitval | Grid | Punten |
| ---- | --- | --------------------- | ------------------ | ------ | --------------------- | ---- | ------ |
| 1    | 1   | Michael Schumacher    | Scuderia Ferrari   | 77     | 1:41:49.675           | 1    | 10     |
| 2    | 2   | Rubens Barrichello    | Scuderia Ferrari   | 77     | +3.363                | 3    | 6      |
| 3    | 4   | David Coulthard       | McLaren - Mercedes | 77     | +3.940                | 2    | 4      |
| 4    | 5   | Ralf Schumacher       | Williams-BMW       | 77     | +49.687               | 4    | 3      |
| 5    | 3   | Mika Häkkinen         | McLaren - Mercedes | 77     | +1:10.293             | 6    | 2      |
| 6    | 16  | Nick Heidfeld         | Sauber - Petronas  | 76     | +1 Ronde              | 7    | 1      |
| 7    | 17  | Kimi Räikkönen        | Sauber - Petronas  | 76     | +1 Ronde              | 9    |        |
| 8    | 6   | Juan Pablo Montoya    | Williams-BMW       | 76     | +1 Ronde              | 8    |        |
| 9    | 10  | Jacques Villeneuve    | BAR-Honda          | 75     | +2 Rondes             | 10   |        |
| 10   | 12  | Jean Alesi            | Jordan-Honda       | 75     | +2 Rondes             | 12   |        |
| 11   | 19  | Pedro de la Rosa      | Jaguar Racing      | 75     | +2 Rondes             | 13   |        |
| 12   | 14  | Jos Verstappen        | Arrows - Asiatech  | 74     | +3 Rondes             | 21   |        |
| DNF  | 7   | Giancarlo Fisichella  | Benetton Formula   | 67     | Motor                 | 15   |        |
| DNF  | 22  | Heinz-Harald Frentzen | Prost Grand Prix   | 63     | Gespind               | 16   |        |
| DNF  | 20  | Tarso Marques         | Minardi            | 63     | Oliedruk              | 22   |        |
| DNF  | 9   | Olivier Panis         | BAR-Honda          | 58     | Elektrisch            | 11   |        |
| DNF  | 11  | Jarno Trulli          | Jordan-Honda       | 53     | Hydrauliek            | 5    |        |
| DNF  | 21  | Fernando Alonso       | Minardi            | 37     | Remmen                | 18   |        |
| DNF  | 8   | Jenson Button         | Benetton Formula   | 34     | Gespind               | 17   |        |
| DNF  | 15  | Enrique Bernoldi      | Arrows - Asiatech  | 11     | Gespind               | 20   |        |
| DNF  | 23  | Luciano Burti         | Prost Grand Prix   | 8      | Gespind               | 19   |        |
| DNF  | 18  | Eddie Irvine          | Jaguar Racing      | 0      | Gespind               | 14   |        |

## Wetenswaardigheden
- Met een overwinning behaalde Michael Schumacher zijn vierde wereldtitel binnen. Zijn team Ferrari behaalde met de tweede plaats van Rubens Barrichello tevens het constructeurskampioenschap binnen.
- Heinz-Harald Frentzen vervangt vanaf deze race Jean Alesi bij het Prost-team, en Alesi vervangt Frentzen bij Jordan.
- Vanaf deze race rijdt Jarno Trulli met startnummer 11. De nieuw aangetrokken Alesi krijgt startnummer 12.
- Eddie Irvine viel uit zijn Jaguar toen hij in de eerste ronde van de baan spinde.

## Statistieken
| Snelste ronde | Mika Häkkinen | McLaren - Mercedes | 1:16.723 |

## Noot
- Dit was de 25ste snelste ronde voor Mika Häkkinen.

1936 · 1986 · 1987 · 1988 · 1989 · 1990 · 1991 · 1992 · 1993 · 1994 · 1995 · 1996 · 1997 · 1998 · 1999 · 2000 · 2001 · 2002 · 2003 · 2004 · 2005 · 2006 · 2007 · 2008 · 2009 · 2010 · 2011 · 2012 · 2013 · 2014 · 2015 · 2016 · 2017 · 2018 · 2019 · 2020 · 2021 · 2022 · 2023 · 2024 · 2025 · 2026 · 2027 · 2028 · 2029 · 2030 · 2031 · 2032